# Pimpla curta
Pimpla curta là một loài tò vò trong họ Ichneumonidae.